# Nanni Moretti
Giovanni „Nanni“ Moretti (* 19. srpna 1953, Bruneck) je italský filmový režisér, producent, scenárista a herec. Za film Pokoj mého syna získal v roce 2001 Zlatou palmu na festivalu v Cannes. Tamtéž získal roku 1994 cenu za nejlepší režii díky filmu Drahý deníčku, který zároveň dostal cenu FIPRESCI na Evropských filmových cenách. V Cannes bodoval například i film Mia madre roku 2015, když získal cenu ekumenické poroty. Nominace na Zlatou palmu se dočkaly snímky Ecce Bombo, Apríl, Kajman, Máme papeže! a Tre piani. Jeho film Mše skončila získal Stříbrného lva na Berlinale roku 1986, snímek Sogni d'oro Velkou cenu poroty na festivalu v Benátkách v roce 1981. Má ve sbírce též osm Donatellových Davidů, a to za herectví, režii, produkci i dokument. Je znám svým levicovým zaměřením, v mládí se angažoval v komunistické mládeži, později patřil k organizátorům protestů proti Silviu Berlusconimu, na nějž útočí i Morettiho film Kajman. V mládí byl rovněž závodním vodním pólistou. V roce 2012 převzal v Praze na Febiofestu cenu Kristián za přínos světové kinematografii.